# Niégo
Niego là một tổng thuộc Ioba (tỉnh) in south-eastern Burkina Faso. Thủ phủ là thị xã Niego. Dân số năm 2006 là 9320 người..

## Các thị xã và làng xã
Bevougane, Dadouné, Kondon, Tamagan, Toury, Varpouo và Wékanalé.